# 玉野鼓太郎
玉野 鼓太郎（たまの こたろう、1986年5月28日 - ）は、日本のテレビディレクター。
フジテレビジョン編成総局バラエティ制作局バラエティ制作センターバラエティ制作部チーフディレクター。

## 経歴
- 大阪府大阪市出身。大阪府立大手前高等学校、立命館大学産業社会学部卒業。就職浪人を3年、入社試験を3回受け、2012年にフジテレビ入社[1]。
- どうしてもフジテレビに入りたかった理由を大好きな「明石家さんま」と憧れだった「片岡飛鳥」の存在だと述べている[1]。
- 就職浪人中に、フジテレビのインターンシップで片岡の授業を受け、「やっぱりこの会社で働きたい!」とフジテレビへの3回目のチャレンジを決意[1]。
- 2021年に片岡飛鳥が企画構成を務めた『567↑8〜読み方決めるのって古くない?〜』で若手ディレクターKとして出演。かまいたちMCの「嘘席食堂」という企画を担当[2]。
- 片岡の「最後の弟子」と言われている[3]。
- 父親が、かつて吉本興業でさんまのマネージャーを担当。幼少の頃から、DNAに刻まれるほどさんまを見て育ち、「いつか明石家さんまの新番組をつくるのが夢」だと述べている[1]。
- 入社後は、ダウンタウンの番組でAD期間を過ごし、「ダウンタウンなう」でディレクターになり、「さんまのお笑い向上委員会」を経て、現在「ホンマでっか!?TV」を担当。
- 入社1年目で企画を通し、演出を担当[4]。
- その後、交流の深いかまいたちと「ワンピースバラエティ 海賊王におれはなるTV」という企画を通し、レギュラーに[5]。
- 2024年6月までは編成制作局制作センター第2制作室チーフディレクター。

## 現在の担当番組
- レギュラー
  - ホンマでっか!?TV（総合演出、以前はディレクター→演出）
  - ワンピースバラエティ海賊王におれはなるTV（企画・演出）
  - 街グルメをマジ探索!かまいまち（企画、以前は企画兼務→演出）
- 特番
  - FNS明石家さんまの推しアナGP（演出）

## 過去の担当番組
- レギュラー
  - ダウンタウンなう（ディレクター）
  - さんまのお笑い向上委員会（ディレクター）
  - 人志松本の酒のツマミになる話（ディレクター）
  - 新しい波24（ディレクター）
  - オールナイトフジコ（演出）

- 特番
  - さまぁ〜ずコントTV（ディレクター）
  - こくなんぱ（演出）
  - 答えを聞いたらもう一度見たくなる! クイズ二度見（演出）
  - くっきーの「図工の時間」（演出）
  - さまぁ〜ずのJK-TV（演出）
  - ナインティナインのシンデレラデート（演出）
  - BAKA-MON（演出）
  - ショートショートショー（演出）